# Anthurium albovirescens
Anthurium albovirescens Sodiro, 1900 è una pianta della famiglia delle Aracee, endemica dell'Ecuador.

## Distribuzione e habitat
È minacciato dalla perdita del suo habitat, costituito da foreste umide di pianura tropicali o subtropicali.